# کیکوچی، کوماموتو
کیکوچی در استان کوماموتو در کشور ژاپن  واقع شده‌است  که دارای جمعیت ۵۱٬۴۷۱ نفر و مساحت ۲۷۶٫۶۶ کیلومتر مربع با تراکم جمعیت ۱۸۶  نفر در کیلومترمربع است و در تاریخ ۱ اوت ۱۹۵۸ به عنوان شهر شناخته شد.